# František Šimůnek
František Šimůnek est un ancien fondeur tchèque né le 2 décembre 1910.

## Résultats

### Championnats du monde de ski nordique
- Championnats du monde de ski nordique 1933 à Innsbruck 
  -  Médaille d'argent en relais 4 × 10 km.